# Bernardo García Martínez
Bernardo García Martínez (Ciudad de México, noviembre de 1946-4 de septiembre de 2017) fue un historiador, geógrafo y académico mexicano. Se especializó en la geografía histórica, la historia ambiental y la historia de las instituciones, particularmente del período colonial y otros temas del siglo XX.

## Investigador y académico
En 1980 obtuvo un doctorado en historia en la Universidad Harvard. Se desempeñó como profesor-investigador del Centro de Estudios Históricos de El Colegio de México. En las especialidades de geografía histórica e historia ambiental realizó investigaciones de los procesos de poblamiento, redes de comunicación, condiciones ambientales, linderos y fronteras de México. En la especialidad de historia política e institucional llevó a cabo investigaciones del periodo colonial de la Nueva España, de la conquista de México, de las estructuras de poder, corporaciones y pueblos de indios.
Fue miembro emérito del Sistema Nacional de Investigadores de México, y miembro de número de la Academia Mexicana de la Historia a la cual ingresó en 1999, ocupando el sillón 19. En 1988, ganó el Premio "Silvio Zavala" por su publicación Los pueblos de la sierra: el poder y el espacio entre los indios del norte de Puebla hasta 1700.
Participó en la Nueva historia mínima de México (2004) y en varios capítulos de la Nueva historia general de México (2010). Fue colaborador frecuente de la revista Arqueología Mexicana.

## Obras publicadas
- El marquesado del valle: tres siglos de régimen señorial en Nueva España, (1969).
- Historia de México, (1985).
- Los pueblos de la sierra: el poder y el espacio entre los indios del norte de Puebla hasta 1700, (1987).
- Las carreteras de México (1891 - 1991), para la Secretaría de Comunicaciones y Transportes, (1992).
- El desarrollo regional y la organización del espacio, (2004).
- Las regiones de México: breviario geográfico e histórico, (2008).
- Hernán Cortés y la invención de la ‘Conquista de México (2016),
- El naturalista frente a la historia y el historiador frente a la naturaleza: Las enseñanzas de Alcide d’Orbigny (2016). ¿Y mañana la ciudad?

Artículos:
- Encomenderos españoles y British Residents. El sistema de dominio directo desde la perspectiva novohispana. Historia mexicana, v. 60, no.4 (240) (abr.-jun. 2011), p. 1915-1978 (enlace roto disponible en Internet Archive; véase el historial, la primera versión y la última).